# Draga (Tutin)
Draga (Servisch cyrillisch Драга) is een plaats in de Servische gemeente Tutin. De plaats telt 950 inwoners (2002).